# Медяник, Юрий Владимирович
Юрий Владимирович Медяник (род. 21 февраля 1983, Амвросиевка, Донецкая область, УССР) — российский дирижёр, музыкант-мультиинструменталист. Лауреат нескольких международных конкурсов.

## Биография

### Ранние годы
Юрий Медяник родился 21 февраля 1983 года в Амвросиевке (Донецкая область) в музыкальной семье. Его отец Владимир — баянист, аранжировщик и руководитель вокально-инструментальных ансамблей, мать Людмила — пианистка, преподаватель фортепиано, сестра Ольга стала академической певицей.
В год и восемь месяцев Юрий стал обучаться игре на баяне, а в 8 лет — на скрипке. Он рано начал участвовать в международных конкурсах и гастролировать. В 9 лет выиграл первый всеукраинский конкурс баянистов и аккордеонистов «Кубок Кривбасса» (Кривой Рог, Украина, 1992 г.), в 10 лет — конкурс «Млад музыкант» (Чирпан, Болгария, 1993 г.). В 1993 году — впервые гастролировал в Германии.
В 1994 году музыкант поступил в ССМШ им. Римского-Корсакова по классу скрипки в Санкт-Петербурге. В ноябре 1995 года он сыграл свой первый сольный концерт на скрипке в музее-квартире Н. И. Римского-Корсакова. В 1997 году продолжил обучение в Москве, в ССМШ при Академии им. Гнесиных, где его преподавателем по баяну был Вячеслав Семёнов.
В том же 1997 году Медяник стал победителем двух международных конкурсов, завоевав Гран-при Конкурса им. Белобородова (Тула, Россия) и выиграв 34-го международный конкурс баянистов «Вогтландские дни музыки» (Клингенталь, Германия). В Германии он записал в качестве скрипача диск с юношеским камерным оркестром Бохума (Jugendsinfonieorchester Der Musikschule Bochum) под руководством дирижёра Гидо ван ден Боша (Guido van den Bosch). В ноябре 1997 года Медяник стал одним из первых стипендиатов международного благотворительного фонда «Новые имена».

### Музыкальная карьера
После окончания музыкальной школы, Медяник поступил в Московскую консерваторию, на обучение по классу скрипки у профессора Ара Богданяна. Одновременно с этим он поступил в Академию имени Гнесиных, где продолжил обучение у Вячеслава Семёнова.
Во время учёбы музыкант активно участвовал в конкурсах. В 2000 году он завоевал первую премию на III Международном конкурсе баянистов и аккордеонистов в Москве, в 2001 году — первую премию на первом Всероссийском конкурсе баянистов и аккордеонистов в Сургуте «Югория», а в 2003 году — Гран-при и специальный приз третьего «Демидовского международного юношеского конкурса скрипачей» (ДЕМЮКС) в Екатеринбурге.
В 2004 году Медяник записал диск Images of Three Centuries (Образы трёх столетий).
В этот период музыкант начинает много выступать, как с сольными концертами, так и с другими музыкальными коллективами в качестве солиста (в частности, с оркестром Эдуарда Грача). Его концерты отличаются оригинальностью построения. Музыкант в одном концерте выступает в двух качествах — как скрипач и как баянист, причём исполняет на баяне авторские транскрипции классических произведений.
В 2006 году он окончил консерваторию с золотой медалью по классу скрипки, а в 2007 году — Академию музыки имени Гнесиных по классу баяна. Затем продолжил обучение за рубежом, в королевской консерватории Монса.
В 2007 году Медяник основывает сразу два коллектива: Pluri_Art Orchestra и Emotion Orchestrа. В 2008 году музыкант принял участие в проекте Бориса Андианова «Поколение звезд».
Начиная с 2008 года Юрий всё чаще играет на концертах не на баяне, а на бандонеоне, исполняя танго.
В январе 2009 года Медяник вместе с виолончелистом Денисом Шаповаловым принял участие в юбилейном концерте, посвященном 20-летию Российского государственного академического камерного «Вивальди-оркестра» под руководством Светланы Безродной. В ноябре 2009 года выступил в качестве солиста на концерте Московского государственного академического симфонического оркестра под управлением Павла Когана.
В 2009 году Юрий окончил аспирантуру Московской консерватории по классу скрипки у Ара Богданяна.
В 2010—2011 году музыкант участвовал в проекте «Танго со звёздами» вместе с симфоническим оркестром «Русская филармония» под управлением Сергея Жилина. Этот концерт был показан на телеканале «Культура».
В 2019 на конкурсе Berliner International Competition (Германия) завоевал золотую медаль. В 2019 на конкурсе 4th Manhattan International Music Competition завоевал золотую медаль.
В 2020 музыкант выпустил сольный сингл с произведениями для баяна Вячеслава Семёнова «Yuri Medianik plays Vyacheslav Semionov»

### Сотрудничество с музыкальными коллективами

#### Emotion Orchestra
В 2007 году Медяник создал Emotion Orchestra, ансамбль из четырёх инструментов (скрипка, баян, гитара, контрабас). Дебют квартета состоялся на сцене Большого зала Московской консерватории в совместном концерте с Юрием Башметом и Даниилом Крамером. В первый состав оркестра вошли Юрий Медяник (баян, бандонеон), Артём Дервоед (гитара), Марио Дюранд (скрипка) и Андрей Тихонов (контрабас). В 2017 году в квартет входили Юрий Медяник (баян), Сергей Поспелов (скрипка), Алексей Корбанов (гитара) и Олег Трусов (контрабас).
Одним из основных направлений в репертуаре коллектива стал кроссовер. В рамках жанра «танго» творческий диапазон квартета очень широк: от программы классического танго (Родольфо Бьяджи, Орасио Петторосси, Анибаль Тройло, Aстор Пьяццолла, Пьетро Фросини) с которой музыканты выступали в Московской консерватории, до советского танго и авторской интерпретации Вивальди в стиле танго. Оркестр также исполнял программу американских рок и поп-хитов.
Презентация программы «Вивальди. Времена Танго», творческой интерпретации «Времен года» Вивальди в стиле танго состоялась в начале июня 2014 года на фестивале Jazz Rally Düsseldorf в Германии. Российская премьера программы состоялась в июле, в Концертном зале имени П. И. Чайковского. Emotion Orchestra успешно гастролировал с ней по России. В 2018 на фирме «Мелодия» вышел одноимённый диск.
В 2020 году вышел альбом Tango Flavor, который стал доступен не только на стриминговых сервисах Европы и Америки, но и на 33 музыкальных сервисах Китая.
В ноябре 2020 коллектив осуществил запись концертной программы «Мусоргский. Картинки с выставки» на тон-студии «Мосфильм» для нового альбома.

#### Pluri_Art Orchestra
Дебютное выступление Pluri_Art Orchestra состоялось в 2007 году в Италии, где оркестр участвовал в постановке опер «Богема» и «Севильский цирюльник» в рамках оперного фестиваля Opera Ischia на Искье. В 2008 году коллектив гастролировал в Норвегии, где принял участие в записи произведения ’’Flute Mystery Op.66’’ композитора Фреда Джонни Берга (Медяник выступил в роли концертмейстера оркестра).
Оркестр выступал на фестивалях «Дворянские сезоны» (2009), «Дни культурного и исторического наследия Москвы» (2011, 2012), «Музыкальные ассамблеи в Царицыно» (2012), «Классика и Джаз» (2013), «Театральный демарш InOut» (2013).
Pluri_Art Orchestra также выступал на концертах в Московском международном Доме музыки (2011), в здании Большой гильдии в Риге со спектаклем «Бах. История любви» (2013), в Российской академии музыки им. Гнесиных (2014).
В 2020 году вместе с Pluri Art Orchestra  записал музыку к кинокартине «Лёд - 2», став официальным дирижером кинокартины.

#### С коллективом «ТенорА XXI века»
В 2011 году музыкант записал DVD диск В ритмах танго совместно с коллективом «ТенорА XXI века». Следующими этапом сотрудничества стала совместная программа «PASSION» (2012), с которой музыканты гастролировали по России
В октябре 2012 года “ТенорА XXI века” представили новую программу “Золотой век советского танго” на сцене Московского международного Дома музыки Медяник стал автором всех аранжировок этой программы, а коллектив Emotion Orchestra исполнил музыкальную часть программы В апреле 2014 года программа была показана в передаче «Романтика романса» на канале «Культура», в том же году был записан одноимённый диск. Эта программа была исполнена в Большом зале Московской консерватории (2015) и в Зале Церковных Соборов Храма Христа Спасителя (2017).
В 2016 году Медяник дирижировал оркестром Ashdod Symphony во время концертов коллектива «ТенорА XXI века» в Израиле. В июне 2017 года Медяник выступил с арт-проектом в Белграде (Сербия) рамках Дней Москвы. В июле в Светлогорске во время кинофестиваля «Балтийские дебюты» состоялось исполнение программы "Музыка мирового кино" с коллективом "ТенорА XXI века".

#### С Борисом Андриановым
С виолончелистом Борисом Андриановым музыкант сотрудничает с 2008 года. В 2015 году Медяник выполнил авторскую транскрипцию для баяна партии клавира в цикле Й. С. Баха «3 сонаты для виолы да гамба и клавира», и записал с Андриановым диск Bach/Sonatas на фирме «Мелодия».
- в сентября 2019 дуэт стал участником фестиваля Emilia Romagnia (Имола, Италия)

#### C «Пьяццолла-квинтетом»
Коллектив «Пьяццолла-квинтет», сформировал в марте 2001 года Михаил Хохлов, заслуженный артист России, директор Московской средней специальной музыкальной школы им. Гнесиных. В 2006 году коллектив записал диск Recollections of Piazzolla (Воспоминания о Пьяццолле) совместно с Камерным оркестром «Гнесинские виртуозы» (поэтическое либретто к этому диску написал Константин Рубинский).

#### С Ириной Апексимовой
В декабре 2011 года Медяник стал автором идеи и дирижером моноспектакля "Бах. История любви" с актрисой Ириной Апексимовой, посвященного истории любви Иоганна Себастьяна Баха и его жены, Анны Магдалены. Программа была представлена на сцене Московского международного Дома музыки, в Тверcкой, Пермской, Тюменской и Свердловской филармониях. В 2013 году спектакль также был представлен в Риге, в здании Большой гильдии. Программа исполнялась с различными оркестрами: с камерным оркестром «Российская камерата», В-А-С-Н, Pluri_Art Orchestra.

## Карьера дирижёра
Медяник стажировался в Академии музыки имени Гнесиных по специальности «дирижирование» у профессора Сергея Скрипки.
В 2011—2014 гг. музыкант участвовал в качестве дирижера в фестивалях «Басы XXI века» (2011), XX Международном фестивале музыки Иоганна Себастьяна Баха (2012), «Музыкальная осень в Твери» (2012) и «Русское поле» (2014). В 2015 году дирижировал оркестром «Израильская камерата» в Израиле.
В 2015 году стал дирижером оркестра театра Новая опера. Один из первых концертов в новом качестве он провёл летом в Монако, во время фестиваля «Русско-французские гастрономические сезоны». В 2016 году он дебютировал с Симфоническим оркестром Москвы «Русская филармония». В том же году Медяник возглавил оркестр ВГТРК и стал главным дирижёром шоу «Синяя птица» на канале Россия-1.
В феврале 2017 года дебютировал с Ростовским академическим симфоническим оркестром, а в мае впервые дирижировал Королевским симфоническим оркестром Бангкока, исполнив 4-ю Симфонию Петра Чайковского.
В апреле 2018 был приглашён дирижировать Государственным симфоническим оркестром КНДР на Первом Международном конкурсе вокалистов в Пхеньяне Летом 2018 года музыкант окончил аспирантуру в Государственном музыкально-педагогическом институте имени М. М. Ипполитова-Иванова у профессора Юрия Симонова по классу оперно-симфонического дирижирования. В том же 2018 году, записал альбом «Верую» Николая Баскова вместе с хором имени Свешникова и оркестром под управлением Юрия Медяника. А в октябре продирижировал концертом-презентацией альбома в Кремлёвском дворце. В конце ноября дирижировал концертом в честь 90-летия Николая Добронравова в театре «Новая опера».
В 2019 дебютировал с Pazardjik Symphony Orchestra (Болгария) вместе с китайским пианистом Yan Francis Fang.
В 2019 Юрий Медяник выступил в качестве дирижера юбилейных концертов Игоря Крутого: Ледового шоу в ВТБ-Арене с участием Andrea Bocelli, Димаша Кудайбергена, Lara Fabian, Юрия Башмета и олимпийских чемпионов по фигурному катанию Алексея Ягудина, Татьяны Навки; а также двух концертов в Государственном Кремлёвском Дворце с участием Анны Нетребко и Юсифа Эйвазова ( Оркестр театра «Новая Опера» и хор академии им. Попова). Концерты транслировались на каналах Первый, НТВ.
В 2019 стал дирижером заключительного концерта сезона музыкального проекта Junior Music Tour  в Большом Зале Московской Консерватории. Концерт транслировался на канале «Россия.Культура».
В 2020 продирижировал серией спектаклей на музыку Чайковского с Имперским Русским Балетом под управлением Гидеминаса Таранда на сцене театра «Новая Опера».
В 2020 стал номинантом Национальной премии «Виктория» в категории «лучшая песня к фильму» (Лёд-2).
С 2021 года - Главный дирижер Нижегородского театра оперы и балета им. А.С.Пушкина.
С 4 августа 2022 года возглавляет Тюменский филармонический оркестр.

## Общественная деятельность
В 2008 Медяник стал художественным руководителем абонемента концертов «Творчество молодых», организованного Московской консерваторией совместно с фондом «Новые имена», и вошёл в жюри первого международного конкурса «Новые имена». В 2013 году на международном конкурсе «Новые имена» он учредил именную стипендию. В 2014 году музыкант был приглашён в художественный совет Московской областной филармонии.
C 2017 года Медяник выступает послом благотворительного фонда «Будь человеком».

## Дискография
- Моцарт, Концерт для скрипки с оркестром № 4, K. 218 (1997), CD, Германия[12][15];
- Images of Three Centuries (2004), CD, Россия, Art — Classic[15][26][108];
- Recollections of Piazzolla (2006), CD, Россия, Art — Classic[15][82];
- В ритмах танго (2011), DVD, Россия[64];
- Золотой век советского танго' (2014), CD, Россия'[70];
- Bach/Sonatas (2015), CD, Россия, Мелодия[80];
- Вивальди. Времена Танго (2018), CD, Россия, Мелодия[53][109]
- Tango Flavor (2020), CD, Pluri Art Group
- Two to Tango (2020), EP,  Pluri Art Group
- La Campanella, bayan (2020), EP, Pluri Art Group
- Yuri Medianik plays Vyacheslav Semionov, bayan, (2020), EP, Pluri Art Group
- Mieczysław Weinberg. Complete Music for Cello and Orchestra. Naxos, 2025